# Proteopharmacis albostriata
Proteopharmacis albostriata là một loài bướm đêm trong họ Geometridae.